# Инвреа, Антониотто
Антониотто Инвреа (итал. Antoniotto Invrea; Генуя, 1588 — Генуя, 1669) — дож Генуэзской республики.

## Биография
Родился в Генуе в 1588 году в семье Джан Баттисты Инвреа (маркиза Понтинвреа) и Пеллегры Саули. Согласно историческим источникам, изучал литературу и юриспруденцию в университете Пармы, но решил поступить на военную службу в возрасте 35 лет, после начальной карьеры в Банке Сан-Джорджо.
Участвовал в военных действиях во время войны против герцогства Савойского (1625), позже перешел на гражданскую службу. В 1633 году был членом Синдикатория, положительно оценившего работу бывшего дожа Андреа Спинола для его последующего назначения пожизненным прокурором.
Трижды избирался сенатором Республики. Был назначен государственным инквизитором, но не проработал на этом посту ни дня из-за внезапной смерти дожа Джанбернардо Фругони и последовавших выборов.
Был избран дожем 28 марта 1661 года, став одновременно королём Корсики. Как дож поддерживал дипломатические и политические отношения с Францией Людовика XIV и Англией Карла II.
29 марта 1663 года завершил свой мандат, после чего был назначен пожизненным прокурором. Умер в Генуе в 1669 году и был похоронен в базилике Сантиссима-Аннунциата-дель-Васто.

### Личная жизнь
От брака с Катариной Де Франки Тозо имел пятерых детей: Оттавиано, Федерико, Франческо (дож Генуи в 1693-1695), Анну Изабеллу (жену маркиза Гропполи) и Пеллегру (жену Джаннетино Одоне, дожа Генуи в 1677-1679).